# Markaz al Ḩusaynīyah
Markaz al Ḩusaynīyah (arabiska: مركز الحسينية) är en region i Egypten.   Den ligger i guvernementet ash-Sharqiyya, i den norra delen av landet, 110 km nordost om huvudstaden Kairo.